# Demetrio Madrid López

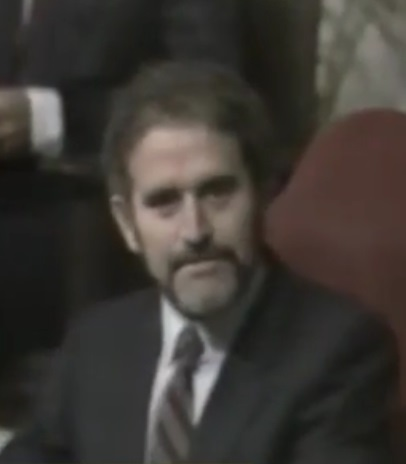

Demetrio Madrid López (Zamora, 1 de agosto de 1936) é um político espanhol.
Membro do PSOE, em 1983 venceu as eleições autonômicas em Castela e Leão e se tornou Presidente da Junta de Castela e Leão de 1983 a 1986.